# 林地山龙眼
林地山龙眼（学名：Helicia silvicola），为山龙眼科山龙眼属下的一个植物种。